# Grace Lister
Grace Lister (* 27. Mai 2004 in Shrewsbury) ist eine britische Radsportlerin, die bei Rennen auf Bahn und Straße startet.

## Sportlicher Werdegang
Grace Lister fährt Rennrad, seitdem sie sechs Jahre alt war. Sie begann ihre sportliche Laufbahn beim Verein Wolverhampton Wheelres. 2012 gewann sie ein Rennen der Cornish Series und in der Folge zahlreiche weitere Rennen in verschiedenen Altersklassen. Im Jahr 2021 wurde sie ins Trainingsprogramm von British Cycling aufgenommen.
2021 wurde Lister (an der Seite von Zoe Bäckstedt, Millie Couzens und Madelaine Leech) Junioren-Europameisterin in der Mannschaftsverfolgung (mit Zoe Bäckstedt, Millie Couzens und Madelaine Leech). 2022 wurde sie gemeinsam mit Bäckstedt Junioren-Weltmeisterin im Zweier-Mannschaftsfahren, zudem errang sie im Omnium Bronze. Ebenfalls Bronze im Omnium gewann sie bei den  Junioren-Europameisterschaften im selben Jahr, und sie startete für England bei den Commonwealth Games. Zudem holte sie bei nationalen Meisterschaften ihren ersten Titel in der Elite. 2023 wurde sie mit Leech, Sophie Lewis und Kate Richardson U23-Europameisterin in der Mannschaftsverfolgung.
2023 erhielt Grace Liste einen Vertrag beim UCI Women’s Continental Team DAS Handsling, für 2024 für das Hess Cycling Team.

## Erfolge
2021
- Junioren-Europameisterin – Mannschaftsverfolgung (mit Zoe Bäckstedt, Millie Couzens und Madelaine Leech)

2022
- Junioren-Weltmeisterin – Zweier-Mannschaftsfahren (mit Zoe Bäckstedt)
- Junioren-Weltmeisterschaft – Omnium
- Junioren-Europameisterschaft – Omnium
- Britische Meisterin – Mannschaftsverfolgung (mit Ellen Bennett, Holly Ramsey und Isabel Sharp)
- Britische Junioren-Meisterin – Punktefahren, Scratch, Zweier-Mannschaftsfahren (mit Isabel Sharp)

2023
- U23-Europameisterin – Mannschaftsverfolgung (mit Madelaine Leech, Sophie Lewis und Kate Richardson)
- Britische Meisterin – Omnium, Mannschaftsverfolgung (mit Ella Barnwell, Madelaine Leech und Jessica Roberts)

2024
- U23-Europameisterin – Mannschaftsverfolgung (mit Sophie Lewis, Madelaine Leech und Isabel Sharp)
- U23-Europameisterschaft – Madison (mit Madelaine Leech)
- Britische Meisterin – Mannschaftsverfolgung (mit Madelaine Leech, Kate Richardson und Isabel Sharp)

2025
- Europameisterschaft – Mannschaftsverfolgung (mit Madelaine Leech, Sophie Lewis, Anna Morris und Neah Evans)
- U23-Europameister – Mannschaftsverfolgung (mit Carys Lloyd, Isabel Sharp und Madelaine Leech)
- U23-Europameisterschaft – Einerverfolgung